# 黄6号

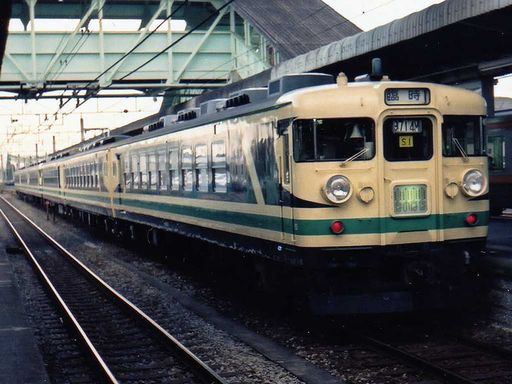
黄6号を地色としたなのはな

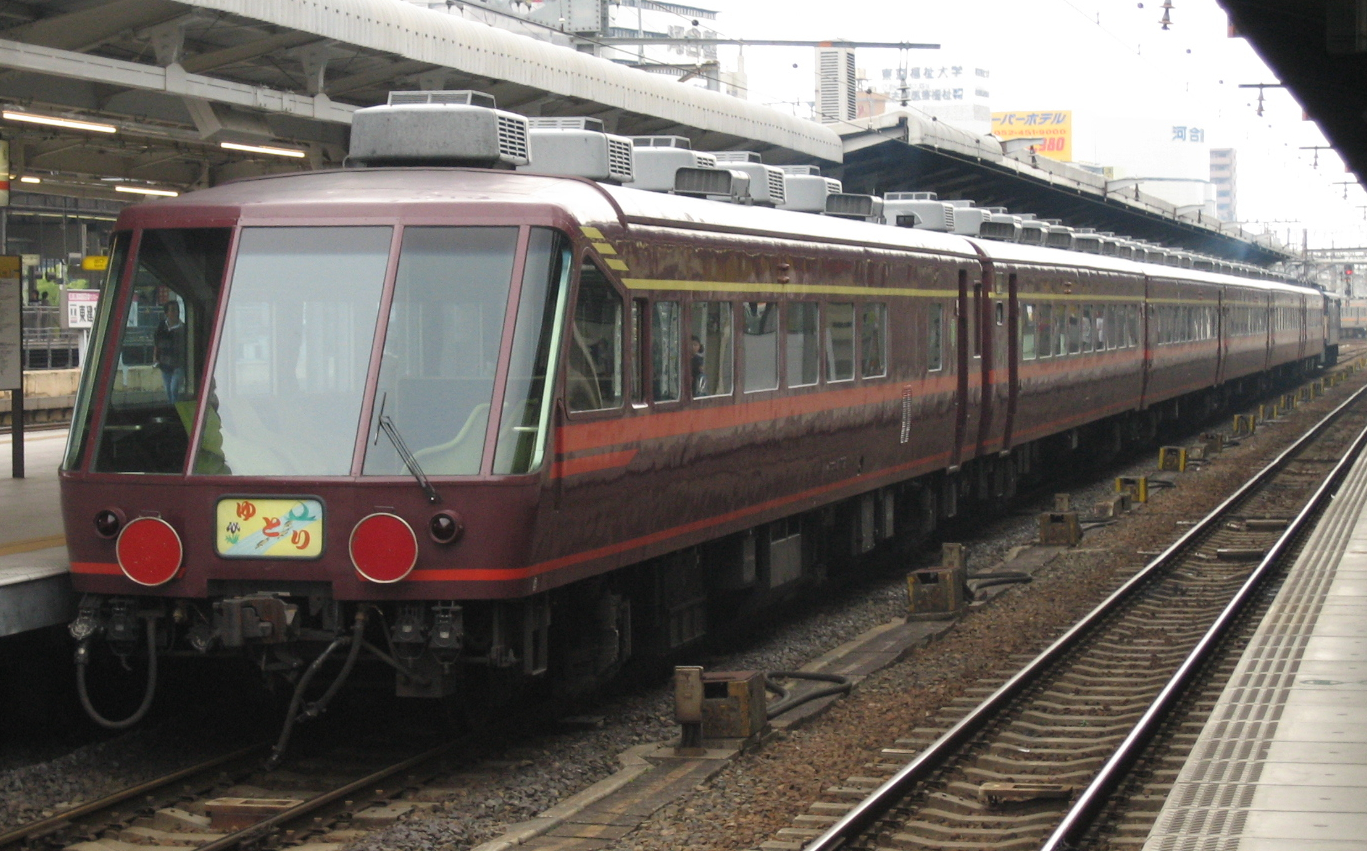
窓上の帯に黄6号を使用したゆとり（元サロンエクスプレス東京）

黄6号（き6ごう）は、日本国有鉄道（国鉄）が定めた色名称の1つである。

## 使用車両
- 国鉄165系電車（なのはな）
- 国鉄14系客車（サロンエクスプレス東京、ゆとり）
- JR西日本クモハ84形電車

## 近似色
- 黄4号
- 黄5号
- クリーム4号